# Сьрода-Велькопольска
Сьрода-Велькопольска (пол. Środa Wielkopolska) — город в Польше, входит в Великопольское воеводство, Сьрёдский повят. Имеет статус городско-сельской гмины. Занимает площадь 17,98 км². Население 22 740 человек (на 2016 год).

## Экономика
- Завод по производству рам автобусов и троллейбусов Solaris Bus & Coach[4].
- Сахарный завод Pfeifer & Langen[5].

## Туризм и достопримечательности
- Церковь Святой Марии
- Узкоколейная железная дорога, построенная в 1898-1902 годах[6].

## Галерея

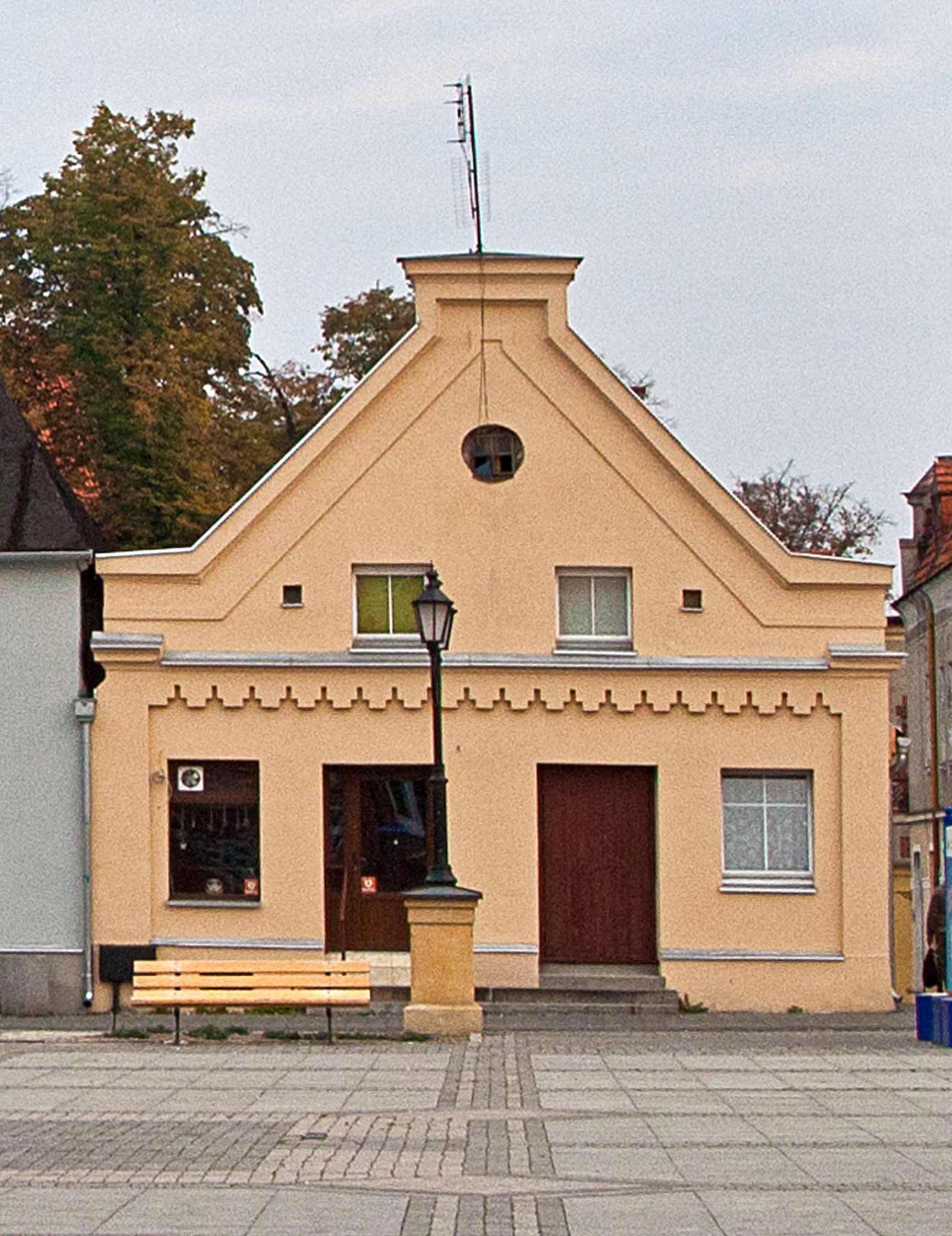
Сенаторский домик, XVII век
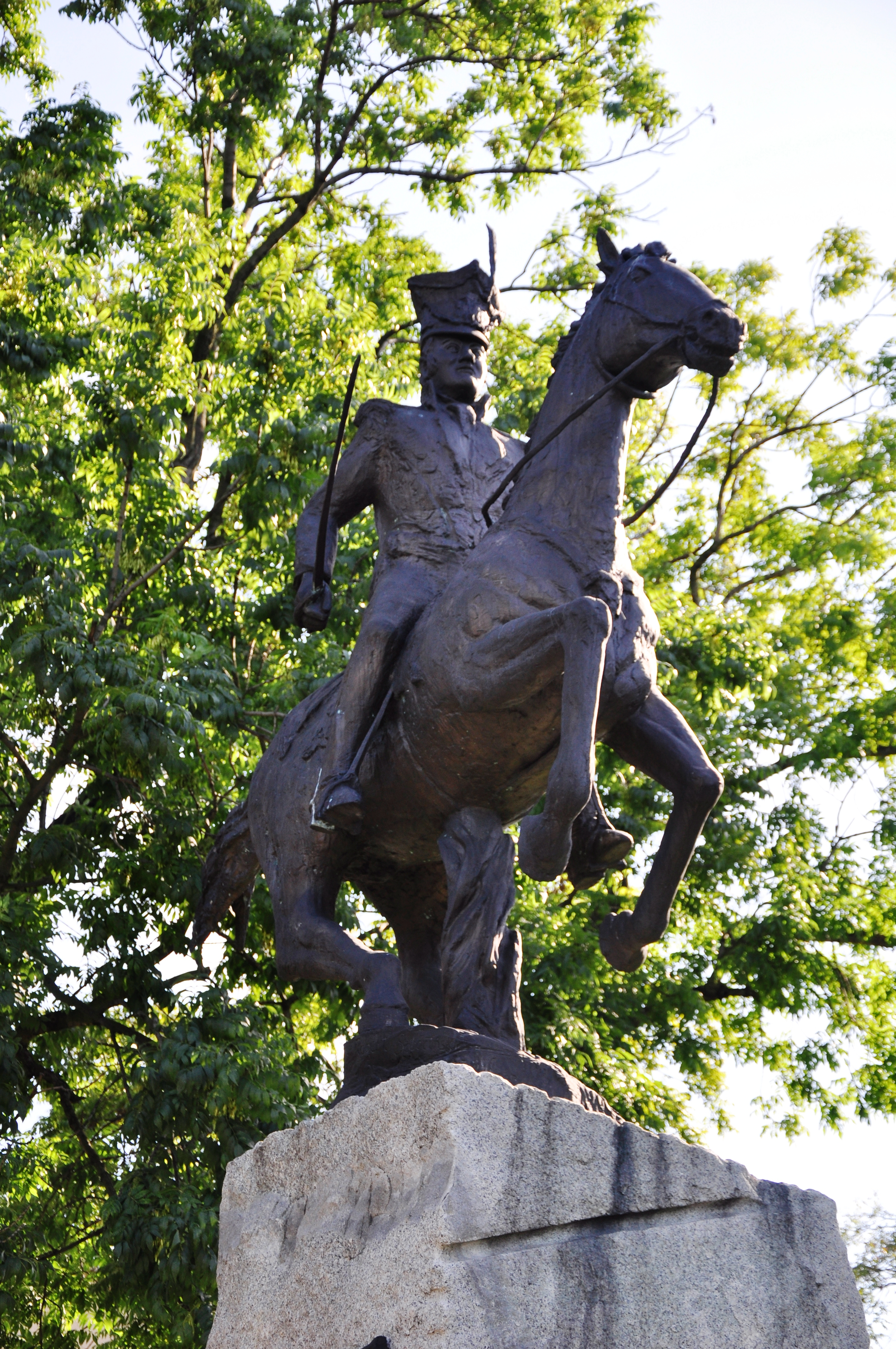
Памятник генералу Яну Генрику Домбровскому
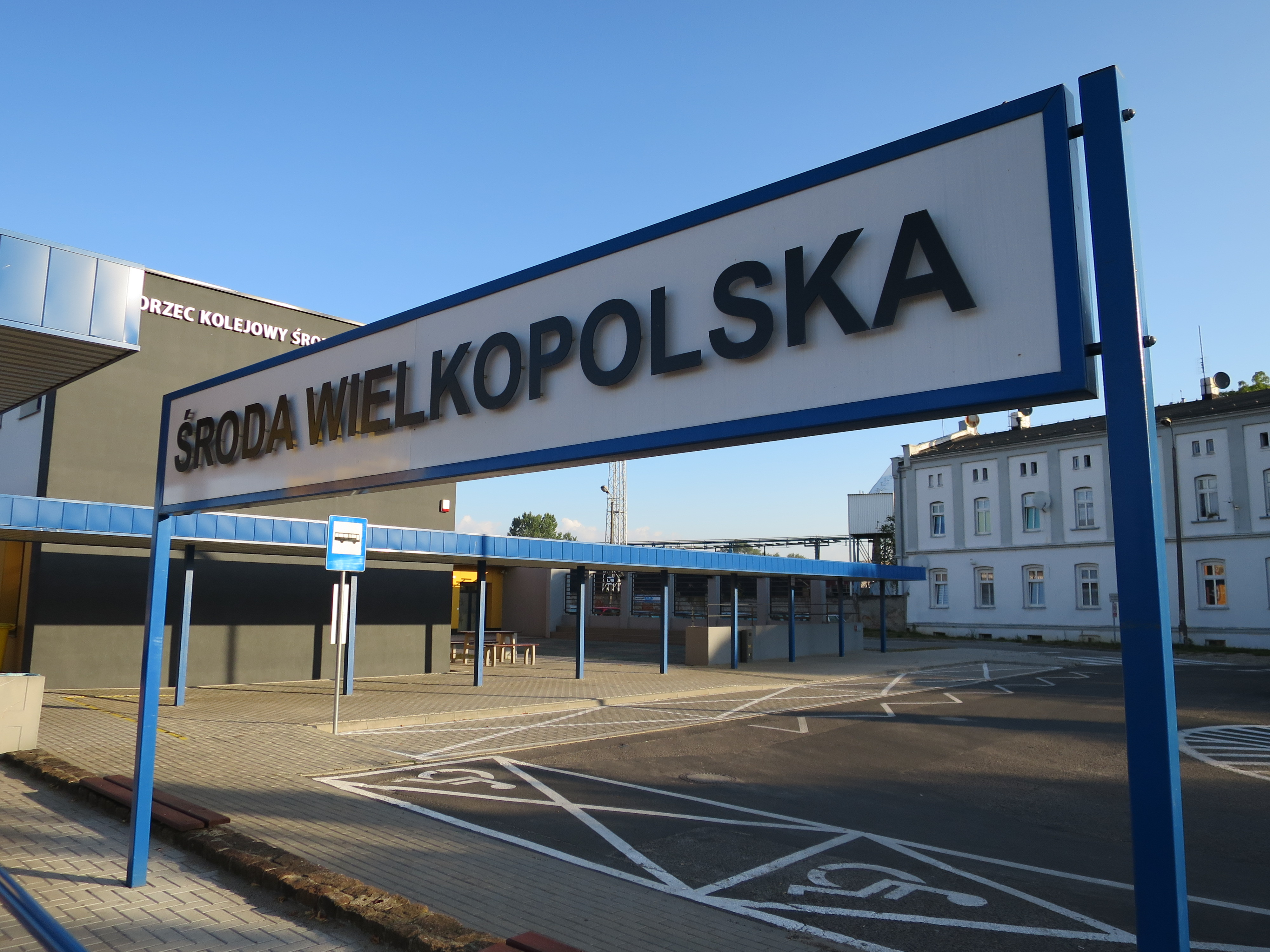
Железнодорожный вокзал
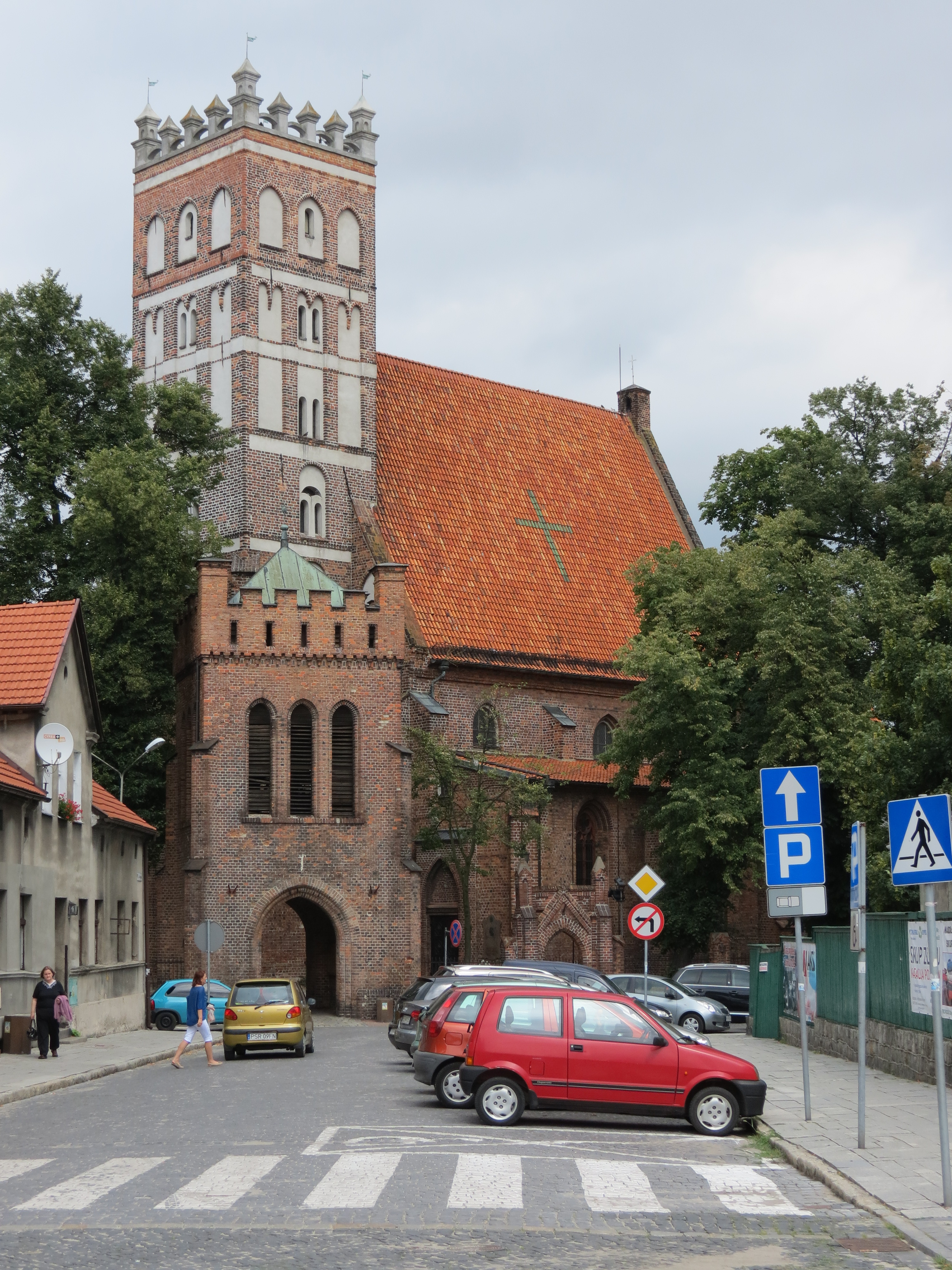
Церковь Святой Марии

## Города-побратимы[7]
- Витре, Франция
- Беринген, Германия
- Хеннигсдорф, Германия
- Могилёв-Подольский, Украина